# Ивашково (Бежецкий район)
Ивашково (карел. Ivaškova) — деревня в Бежецком районе Тверской области. Входит в Сукроменское сельское поселение.

## Географическое положение
Деревня расположена на берегу реки Остречина в 3 км на северо-восток от центра поселения села Сукромны и в 18 км на юго-восток от районного центра города Бежецк.

## История
В 1896 году в селе Ивашково была построена каменная Ильинская церковь с 2 престолами.
В конце XIX — начале XX века село входило в состав Беляницкой волости Бежецкого уезда Тверской губернии. 
С 1929 года деревня входила в состав Сукроменского сельсовета Бежецкого района Бежецкого округа Московской области, с 1935 года — в составе Калининской области, с 2005 года — в составе Сукроменского сельского поселения.

## Население
| 1859 | 2008 | 2010 |
| ---- | ---- | ---- |
| 218  | ↘6   | ↘1   |

## Достопримечательности
В деревне расположена недействующая Церковь Илии Пророка (1896). 